# Abri pour sous-marins
Pour un article plus général, voir Base sous-marine.

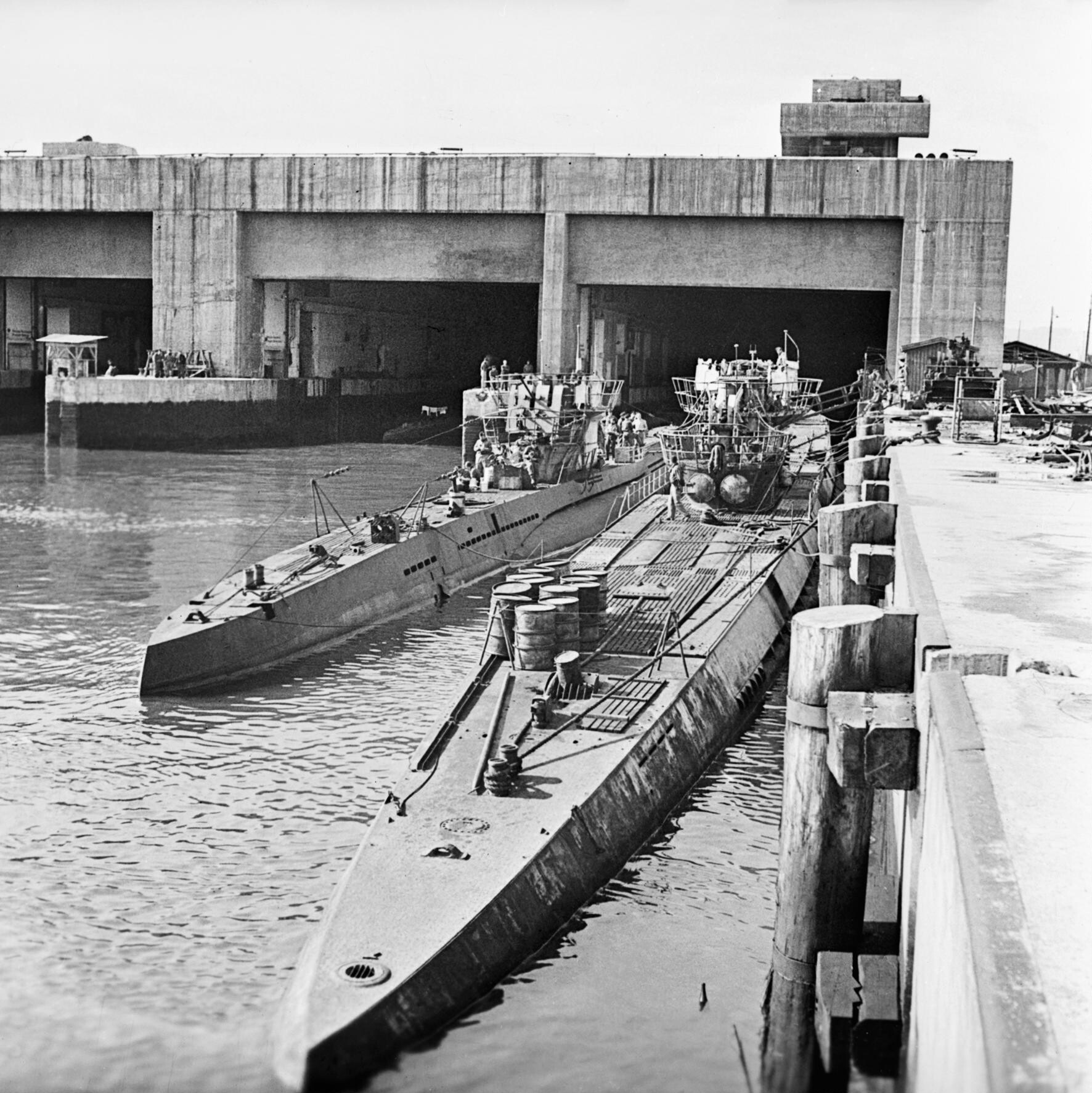
Abri de sous-marins allemands en dehors du bunker de la Dora, à Trondheim (Norvège), en mai 1945.

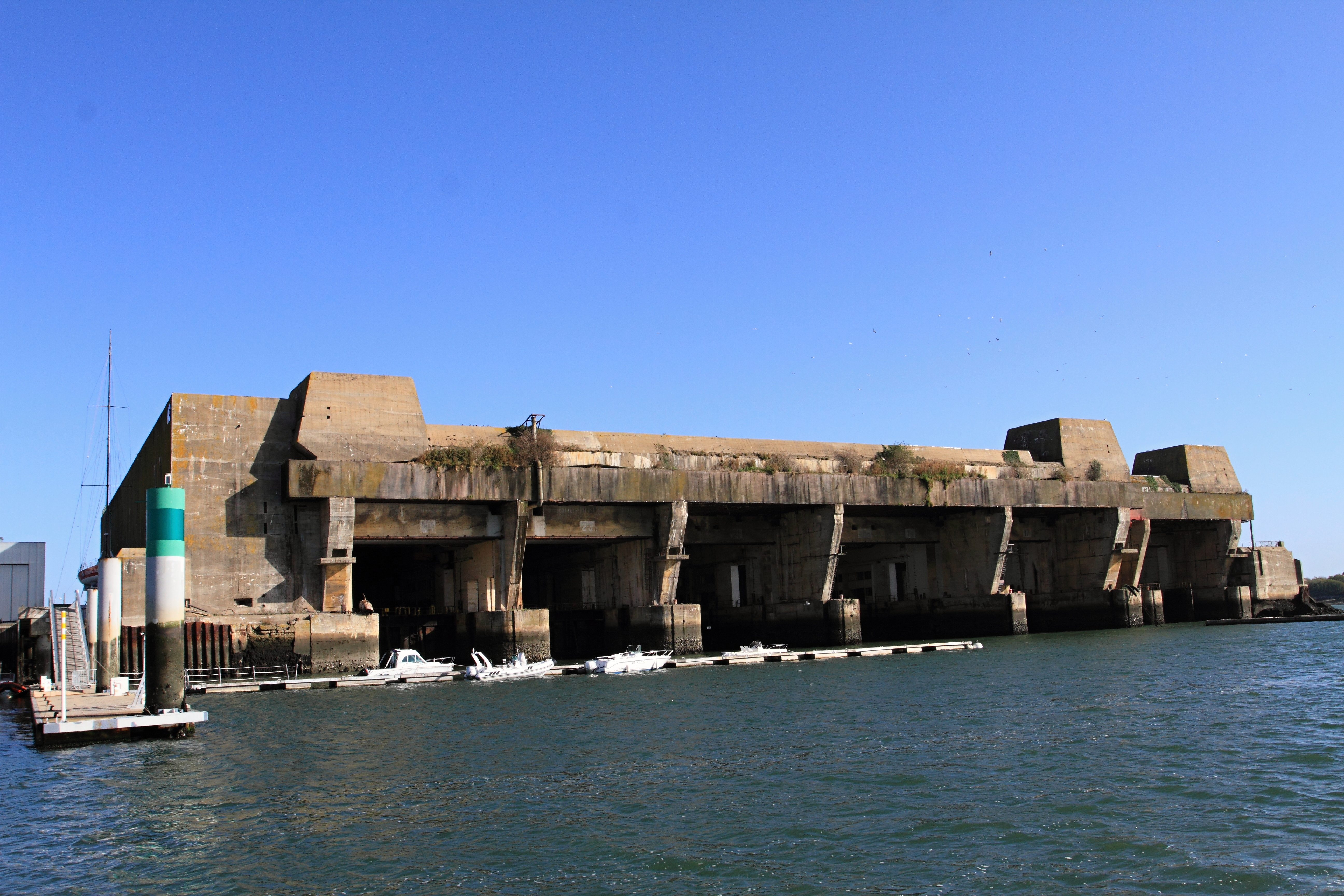
Les alvéoles de la base de Lorient. Ces compartiments où sont stationnés, ravitaillés et réarmés les sous-marins peuvent aussi, pour leur réparation, être à cale sèche grâce à des portes flottantes et un système de pompage, ou un slipway sur rails.

Un abri pour sous-marins (en allemand : U-Boot-Bunker) est un bunker spécialement conçu pour protéger les sous-marins de l'attaque aérienne. Le terme est généralement appliqué aux bases sous-marines construites pendant la Seconde Guerre mondiale, en particulier en Allemagne et dans les pays occupés. 
Ces abris sont également appelés les abris U-Boote, abris U-Boats ou encore U-Bunker, d'après l'expression « U-Boot » désignant les sous-marins allemands.

## Historique
Parmi les premières formes de protection des sous-marins, on trouve des abris à parois ouvertes avec des fondations partielles en bois qui sont construits pendant la Première Guerre mondiale, à une époque où les bombes sont assez légères pour être larguées à la main depuis le cockpit. Dans les années 1940, la qualité des armes aériennes et les moyens de les larguer se sont nettement améliorés.
Au milieu des années 1930, le Bureau de la construction navale de Berlin s'est penché sérieusement sur le problème. Diverses factions de la marine sont convaincues qu'il faut protéger la branche en expansion des U-boots. Un raid de la Royal Air Force (RAF) sur la capitale en 1940 et l'occupation de la France et le refus de la Grande-Bretagne de se rendre ont suffi à déclencher un programme massif de construction d'enclos pour sous-marins et d'abris contre les raids aériens.
À l'automne 1940, la construction du bunker Elbe II à Hambourg et du Nordsee III sur l'île d'Heligoland est en cours. D'autres suivent rapidement.

## Généralités
Un projet de construction d'une telle ampleur dépasse le cadre des capacités de la Kriegsmarine. L'Organisation Todt (OT) est chargée de superviser l'administration de ces chantiers. L'approvisionnement local en sable, en agrégats, en ciment et en bois est difficile. L'acier nécessaire est principalement importé d'Allemagne. Les positions respectives des Français et des Norvégiens sont différentes. En France, le recrutement des hommes et l'approvisionnement en machines et en matières premières ne pose généralement pas de difficulté. En Norvège, la population locale est réticente à aider les Allemands. 
Le terrain choisi pour la construction des bunkers pose souvent des difficultés : se trouvant généralement à la tête d'un fjord, les fondations et les semelles doivent être taillées dans le granit. De nombreux ouvriers sont des travailleurs forcés, en particulier les détenus des camps de concentration fournis par les Schutzstaffel en puisant dans les camps situés à proximité des chantiers.
Les raids aériens incessants perturbent gravement le projet, entravant l'approvisionnement en matériel, détruisant les machines et menaçant les travailleurs. Les machines telles que les pelles, les batteurs de pieux, les grues, les projecteurs et les pompes à béton (technologie encore récentes dans les années 1940) manquent de fiabilité ; et les équipements à vapeur sont fort bruyants.
Les bunkers doivent pouvoir accueillir plus que des U-Boote ; il faut trouver de l'espace pour les bureaux, les installations médicales, les communications, les toilettes, les générateurs, les ventilateurs, les canons anti-aériens, le logement du personnel clé comme les membres d'équipage des submersibles, les ateliers et leurs techniciens, les stations d'épuration d'eau, les équipements électriques et les installations de communications et de radio. Il faut également des espaces de conservation des pièces de rechange, des munitions et des explosifs, ainsi que du pétrole.

## Types de bunker
Quatre types de bunkers sont construits :
Écluse couverte
Il s'agit de bunkers construits au-dessus d'une écluse existante pour apporter une protection à un U-Boot lorsqu'il est le plus vulnérable, c'est-à-dire lorsque l'écluse se vide ou se remplit. Ils sont généralement construits avec de nouvelles écluses à côté d'une structure existante.
Bunker de construction
Utilisé pour la construction de nouveaux bateaux
Bunker d'aménagement
Après le lancement, de nombreux U-Boote sont équipés sous leur protection
Abris pour bateaux opérationnels et bunkers de réparation
C'est le type le plus nombreux, ils sont construits soit sur la terre ferme, soit sur l'eau. Dans le premier cas, les U-Boote doivent être déplacés sur des rampes, dans le second cas, les bateaux peuvent aller et venir à volonté. Le pompage de l'eau permet d'effectuer des réparations en cale sèche. Certains bunkers sont suffisamment grands pour permettre l'enlèvement des périscopes et des antennes.
La présence d'un bunker souterrain à Fuerteventura, aux Canaries, est une rumeur infondée. Une version similaire concerne Le Havre, en France, et proviendrait de récits de sous-mariniers d'U-Boote capturés, interrogés par les Britanniques.

## Sites
Les abris pour sous-marins allemands sont construits dans les ports côtiers du nord du Reich de même que dans de nombreux pays envahis par les Allemands.

### Allemagne
Des enclos protégeant la construction du sous-marin de type XXI sont situés à Hambourg (Blohm & Voss), Brême (AG Weser) et Dantzig (F. Schichau),,.

#### Brême

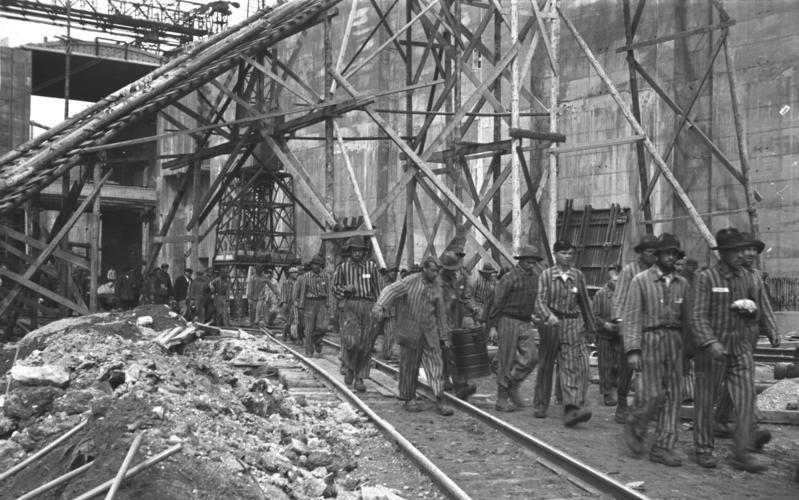
Travailleurs forcés sur le chantier de construction des enclos de sous-marins Valentin à Brême, 1944

Le bunker Hornisse est commencé en 1944 à Brême ; il n'a jamais été achevé.
Le Valentin est alors le plus grand bunker d'Allemagne. Commencé en 1943, il est construit comme usine de fabrication des sous-marins de type XXI. Il n'a jamais été achevé. Après la guerre, il a été brièvement utilisé comme site d'essai pour les bombes britanniques et américaines (la plupart des dommages infligés au bunker l'ont été à cette époque) avant de devenir une installation d'entrepôt de la marine allemande. La main d'œuvre nécessaire à sa construction est fournie par des camps de concentration locaux tels que Neuengamme à Hambourg.
Valentin : 53° 13′ 00″ N, 8° 30′ 15″ E
Hornisse : 53° 07′ 01,5″ N, 8° 44′ 04″ E

#### Hambourg
La ville accueille alors deux sites, Elbe II et Fink II. Le bunker Finkenwerder est construit par 1 700 travailleurs esclaves en quatre années. Après sa prise, il est démoli avec 32 tonnes de bombes.
Elbe II : 53° 31′ 43″ N, 9° 57′ 08″ E
Fink II : 53° 32′ 28″ N, 9° 51′ 14″ E

#### Heligoland
Le bunker Nordsee III à Heligoland est alors l'un des plus anciens enclos de sous-marins, puisque mis en service en 1940. Laissé à l'abandon jusqu'à la fin de la guerre, il est bombardé par la RAF et, comme la plupart des installations de l'île, complètement détruit. Il a également servi après la fin de la guerre à expérimenter de nouvelles armes. Aucune trace de l'enclos n'a survécu.
54° 10′ 38″ N, 7° 53′ 37″ E

#### Kiel
Cette ville est constamment bombardée pendant la Seconde Guerre mondiale. Les cibles sont souvent les bunkers de sous-marins Kilian et Konrad, mis en service respectivement en 1941 et en 1942. Ce dernier a été utilisé pour la construction des sous-marins de poche Seehund.
C'est à Kilian que le U-4708 est probablement le seul sous-marin allemand à être détruit dans un bunker. Des bombes malencontreuses provenant d'un raid aérien visant la ville ont provoqué un fort mouvement des eaux traversant la Förde et entrant dans le bunker. L'Oberleutnant zur See Hans-Gerold Hauber, le capitaine du U-170, a attiré le ridicule en ordonnant la fermeture de toutes les écoutilles de son bateau, pourtant dans le bunker. Cette simple précaution évite à l'U-170 de couler à quai, à côté de l'U-4708.

#### Wilhelmshaven
Un bunker pour U-Boot est prévu à Wilhelmshaven, mais il n'a jamais dépassé le stade préliminaire.

### France

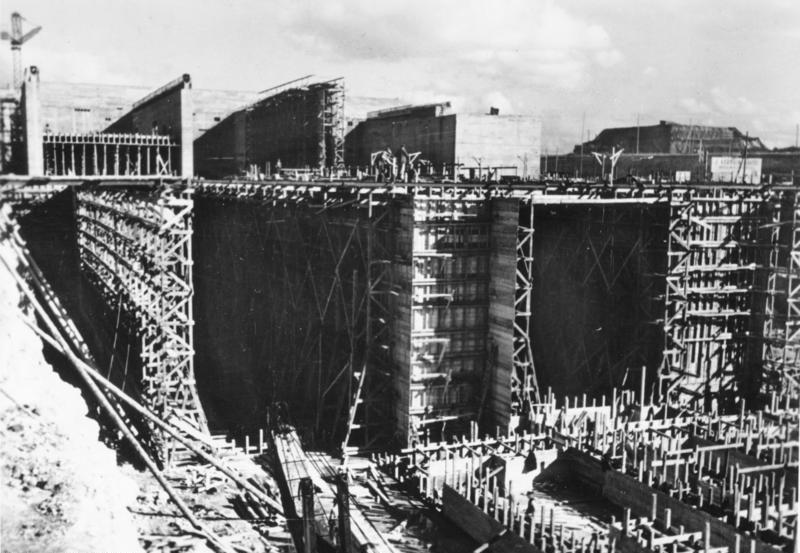
Construction de l'U-bunker de la base sous-marine de La Rochelle en octobre 1942. Les échafaudages pour la construction des alvéoles sont édifiés, puis c'est le coffrage, l'armature et le coulage du béton, selon des normes de construction sévères.

Les forces d'occupation allemandes ont construit de nombreux parcs protégés pour U-Boote dans les ports français de l'Atlantique à : Bordeaux, à Brest, à La Rochelle-La Pallice, à Lorient, à Saint-Nazaire, ou de Méditerranée : à Marseille et à Toulon. Une part essentielle des ressources et des indemnités versées par la France occupée y sont englouties. Près de 4,4 millions de mètres cubes de béton sont utilisés, selon une estimation donnée par Albert Speer, successeur de Todt, dans son livre Au Cœur du Troisième Reich (soit le quart du cubage de béton utilisé en France par les Allemands pour le mur de l'Atlantique, ou l'équivalent de 16 centrales nucléaires),. L'organisation Todt fait appel à des ouvriers spécialisés, maçons et spécialistes du béton, charpentiers pour les coffrages, mécaniciens et conducteurs d'engins qui travaillent nuit et jour. Ces bases sont construites sur des plans (blocs disposant d'alvéoles à sec et à flot) et sous la directive du service Marinebauwesen (construction navale) de la Kriegsmarine.

#### Bordeaux

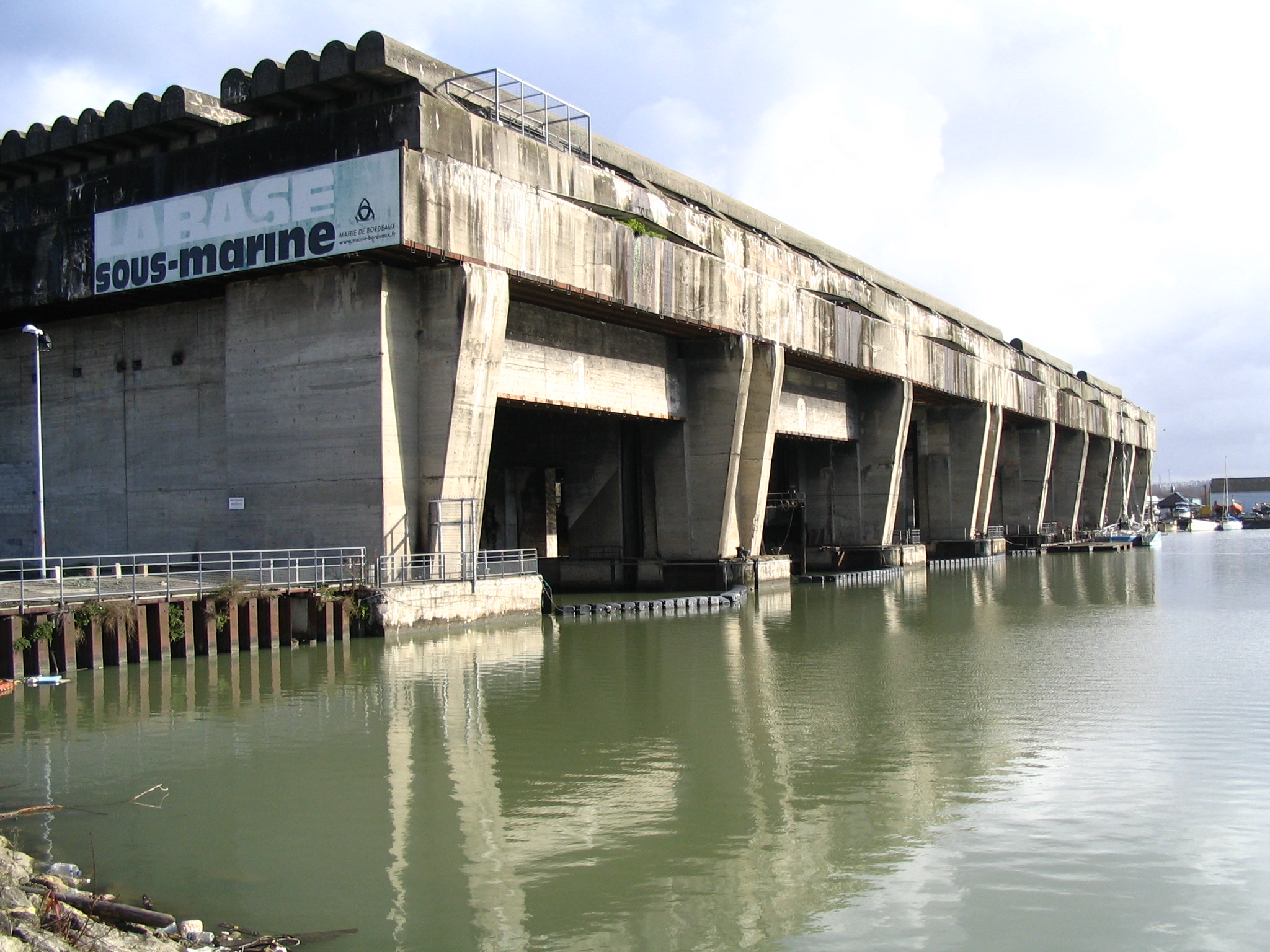
Base sous-marine de Bordeaux

Un bunker sans nom et une écluse adjacente sont construits à Bordeaux, la quatrième ville française au début de la guerre. Les deux structures sont commencées en 1941 ; l'écluse du bunker n'était pas terminée à la fin de la guerre. Le bâtiment principal est plus grand que ceux des autres sites, afin de permettre aux bateaux de ravitaillement et aux mouilleurs de mines de l'utiliser. La Regia Marina (Marine royale italienne) établit la base Betasom (Bordeaux Sommergibile) à Bordeaux. 
Le port est la cible d'un raid de commando britannique - les Cockleshell Heroes.
44° 52′ 11″ N, 0° 33′ 31″ O

#### Brest

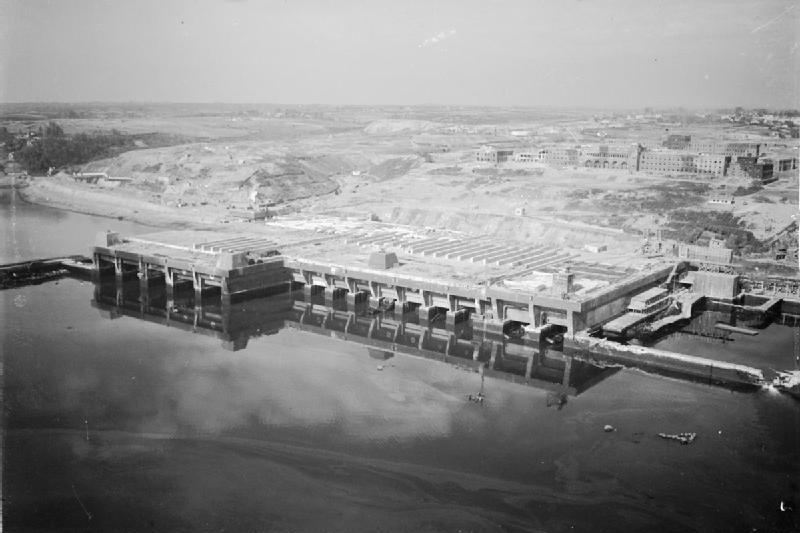
Base sous-marine de Brest. Des volets blindés pare-éclats coulissants protègent l'entrée de chaque alvéole.

Le port de Bretagne n'a qu'un seul bunker, mais c'est alors le plus grand (Lorient étant la plus grande des bases sous-marines allemandes) ; il n'est pas nommé. Commencé en 1941, ses plans sont modifiés à de nombreuses reprises avant qu'il soit achevé un an plus tard.
En février 1942, la RAF ne montre pas intérêt pour la région ; la plus grande partie de la ville a déjà été détruite et la RAF ne possède pas de bombes assez puissantes pour menacer sérieusement le bunker. Entre février 1942 et le début de 1943, à part les bombardements de quelques avions américains, l'endroit est laissé à lui-même. La garnison allemande se rend aux forces américaines en septembre 1944. Elle dispose de suffisamment d'explosifs pour paralyser le bunker, inemployés en raison de la proximité d'un hôpital.
48° 22′ 00″ N, 4° 31′ 20″ O

#### La Rochelle/La Pallice

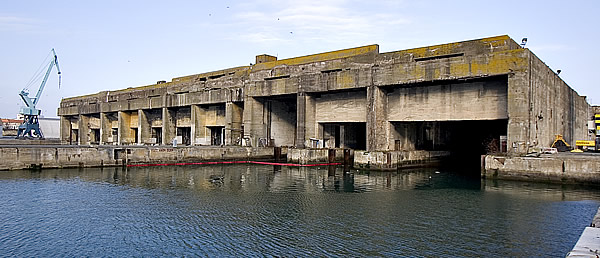
Base sous-marine de La Rochelle

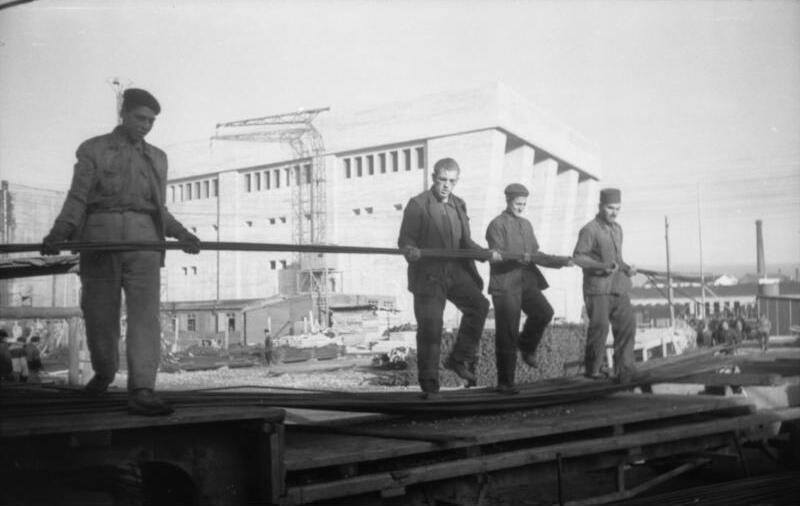
Construction de la base de sous-marins à La Pallice, 1942

Seulement six kilomètres séparent La Rochelle de La Pallice : les deux sites sont généralement considérés comme un seul port. Un bunker sans nom a été construit à La Pallice (base sous-marine de La Rochelle) ; il est mis en service en avril 1941. Des techniques de construction similaires à celles utilisées à Saint-Nazaire sont employées. En raison de la relative facilité de construction, la structure principale est prête pour ses premiers U-Boote six mois plus tard. Une écluse à soute[Quoi ?] est commencée en juin 1942. Elle est achevée en mars 1944. 
Les scènes des films Das Boot  et Les Aventuriers de l'arche perdue de 1981 sont tournées à La Pallice.
46° 09′ 31″ N, 1° 12′ 34″ O

#### Lorient

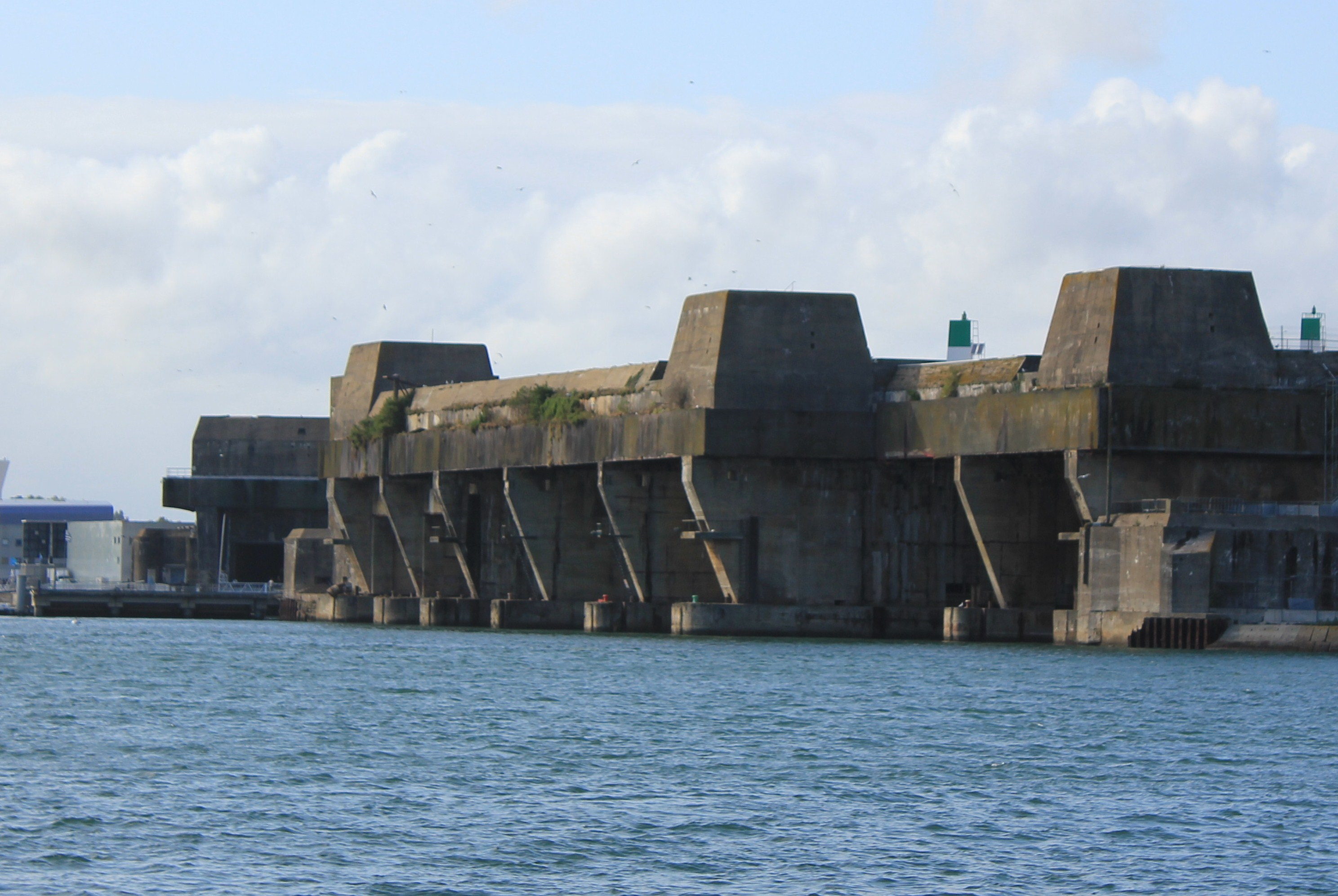
Keroman I et Keroman III, Lorient.

La plus grande base d'U-Boote est la base sous-marine de Lorient en Bretagne (celle de Brest possédant le plus grand bunker). Trois bunkers, Keroman I, II et III, le bunker Scorff et deux bunkers Dom (Cathédrale), à l'est et à l'ouest, sont tous commencés en 1941. Deux autres sont en cours de planification.
Le Keroman I est unique en ce sens qu'il exige que les U-Boote soient hâlés hors de l'eau, placés sur un véhicule spéciale (buggy) à multiples roues puis transportés dans le bunker par un système de pont coulissant. Ce système aurait pu être vulnérable aux raids aériens, mais les dommages furent minimes et l'U-Boot entre en maintenance avec l'avantage de se passer de cale sèche. Le Keroman II, étant enclavé, est desservi par le même système.
Keroman I : 47° 43′ 45″ N, 3° 22′ 12″ O
Keroman II : 47° 43′ 52″ N, 3° 22′ 18″ O
Keroman III est plus conventionnel, tout comme le bunker Scorff. Les deux bunkers Dom (appelés ainsi en raison de leur ressemblance avec l'édifice religieux, Dom signifiant « cathédrale » en allemand) sont situés autour d'une table tournante massive qui alimente les U-Boote dans les baies de réparation couvertes.
Keroman III : 47° 43′ 38″ N, 3° 22′ 02″ O
Scorff : 47° 45′ 02″ N, 3° 20′ 53″ O
Dom (East) : 47° 43′ 56″ N, 3° 22′ 02″ O
Dom (West) : 47° 43′ 55″ N, 3° 22′ 07″ O
Karl Dönitz, chef de la flotte des U-Boote et plus tard chef de la Kriegsmarine, a son quartier général à Kernevel, tout près de Lorient.

#### Saint-Nazaire
La construction de la base sous-marine de Saint-Nazaire commence en 1941, y compris une écluse protégée ; « les fouilles » pour l'écluse protégée commencent en octobre 1942.
47° 16′ 33″ N, 2° 12′ 09″ O
Les abris ne sont pas touchés par le raid des commandos britanniques au cours de l'Opération Chariot en mars 1942, dont l'objectif principal est la destruction de la forme Joubert, seul bassin sur toute la façade Atlantique dans lequel le Tirpitz peut venir réparer.

#### Toulon
La base de sous-marins de Toulon accueille la 29. Unterseebootsflottille, provenant de La Spezia (Italie), à partir du mois d'août 1943 ; quelques bateaux de cette flottille se rendent soit à Marseille soit à Salamine en Grèce.

### Norvège
La Norvège est dans une certaine mesure gouvernée par son climat. La construction d'enclos pour sous-marins est souvent entravée par la neige et la glace ; le terrain a peut-être été choisi, mais l'occupation de la France quelques mois seulement après la reddition de la Norvège a plutôt éclipsé le pays scandinave en ce qui concerne les bunkers pour les U-boote. Néanmoins, un besoin de protection a été identifié. Avec la libération de la France en 1944, la Norvège a retrouvé son importance, mais pendant à peine un an.
Les bunkers norvégiens de Bergen et de Trondheim sont conçus à l'origine pour avoir deux étages, le plus bas pour les U-boote, le plus haut pour les logements, les ateliers et les bureaux. Cependant, le projet ayant pris six mois de retard, les plans du deuxième étage sont abandonnés.

#### Bergen
Le contrôle du projet de Bergen relève de l'arsenal maritime allemand. La construction de Bruno commence en 1941, sous la direction d'une entreprise munichoise. Le manque de main-d'œuvre, l'acquisition de matières premières en quantité suffisante et le mauvais temps posent toujours des problèmes. Des machines spécialisées doivent être importées, de même que des logements capables de résister à l'hiver rigoureux norvégien.
Afin d'accroître sa protection, le bunker est recouvert de blocs de granit d'environ un mètre cube chacun, placés sur son toit. La pénurie de ciment fait que les blocs ne peuvent pas être correctement collés.

#### Trondheim
Dora I est lancée en 1941, peu après l'opération Barbarossa, l'invasion de l'Union soviétique. Elle est construite par des prisonniers de guerre soviétiques. Malgré les nombreuses précautions prises lors de la pose des fondations, Dora I a développé un affaissement notable de 15 cm. Cela ne semble pas avoir dérangé les sous-mariniers autant que les constructeurs. Les travaux sur Dora II commencent en 1942, mais ils ne sont pas terminés à la fin de la guerre.

## L'offensive de bombardement des Alliés
Les installations de protection des U-Boote deviennent une priorité de bombardement en mars 1941 et de nouveau pendant l'offensive de bombardement combinée (en anglais : Combined Bomber Offensive - CBO). Les bunkers ont moins souffert que leur environnement jusqu'en août 1944, lorsqu'un nouveau type de bombe est utilisé contre eux, la bombe Tallboy.
Les chantiers et les abris pour U-Boote sont les principaux objectifs de la 8e armée de l'air américaine de la fin 1942 au début 1943,. Au cours de la guerre, les Alliés utilisent diverses tactiques et armements contre les abris pour U-Boote allemands. Par exemple, l'United States Army Air Forces (en français : « Forces aériennes de l'armée américaine »), dans le cadre de l'opération Aphrodite, utilisent des avions radiocommandés conçus et exploités par les États-Unis, des bombes guidées Bat. Alors que le RAF Bomber Command utilise des bombes assistées par fusée Disney conçues par la Royal Navy, et Barnes Wallis a conçu des bombes à pénétration profonde Tallboy et Grand Slam.
Une cible en béton pour U-Boote est construite dans le champ de tir d'Ashley Walk dans la New Forest, dans le Hampshire, pour préparer les aviateurs à ces missions. Elle consiste en un toit de béton recouvrant trois « enclos » peu profonds. Après la guerre, elle a été enterrée dans un monticule de terre, bien que ses bords soient à nouveau visibles par endroits en raison des intempéries.

## Les bunkers des sous-marins de la guerre froide

### Albanie
À l'extrémité nord de la baie de Porto Palermo en Albanie se trouve une ancienne base sous-marine de la marine albanaise avec un bunker de sous-marin construit dans la montagne, clairement visible depuis le château et la route côtière. Lorsque l'Union soviétique a mis fin à sa présence militaire en Albanie en 1960/61 et que l'Albanie s'est ensuite alignée sur la République populaire de Chine, la construction du tunnel sous-marin a commencé à la fin des années 1960 avec l'aide de la Chine. Cependant, la Chine s'est rapidement retirée de l'entreprise commune, de sorte que l'Albanie a achevé la construction de son côté. Le tunnel fait plus de 650 mètres de long et 12 mètres de haut et offre de la place pour quatre sous-marins de classe Whiskey de 75 mètres de long. À l'intérieur se trouvent alors toutes les installations d'approvisionnement nécessaires. 
Aujourd'hui, les casernes associées sont en grande partie vides et dans un état assez délabré. Le bunker, à l'exception de la clôture, n'existe pratiquement plus. On ne sait rien de l'état du bunker du sous-marin.

### Croatie
L'Armée populaire yougoslave a également utilisé des sous-marins et un bunker de sous-marins est situé sur l'île de Vis. Il est taillé dans la roche et n'est pas utilisé aujourd'hui. Il est librement accessible à pied ou depuis la mer. (Coordonnées 43° 04′ 41,26″ N, 16° 10′ 53,01″ E )
- Bunker sous-marin de Šibenik
- Base sous-marine de Parja Tunnel, île de Vis
- Base sous-marine sur l'Île de Brač

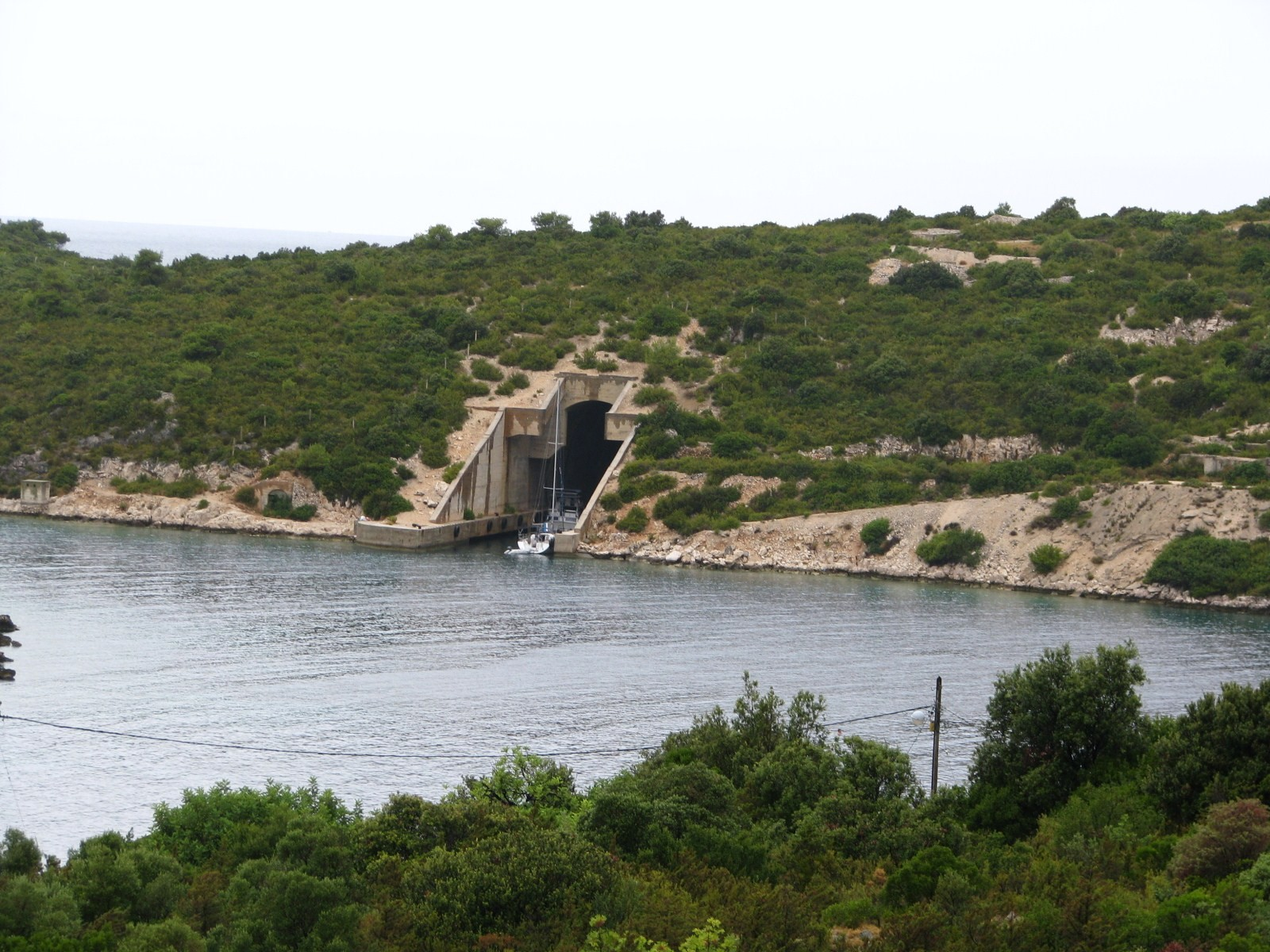
Vis
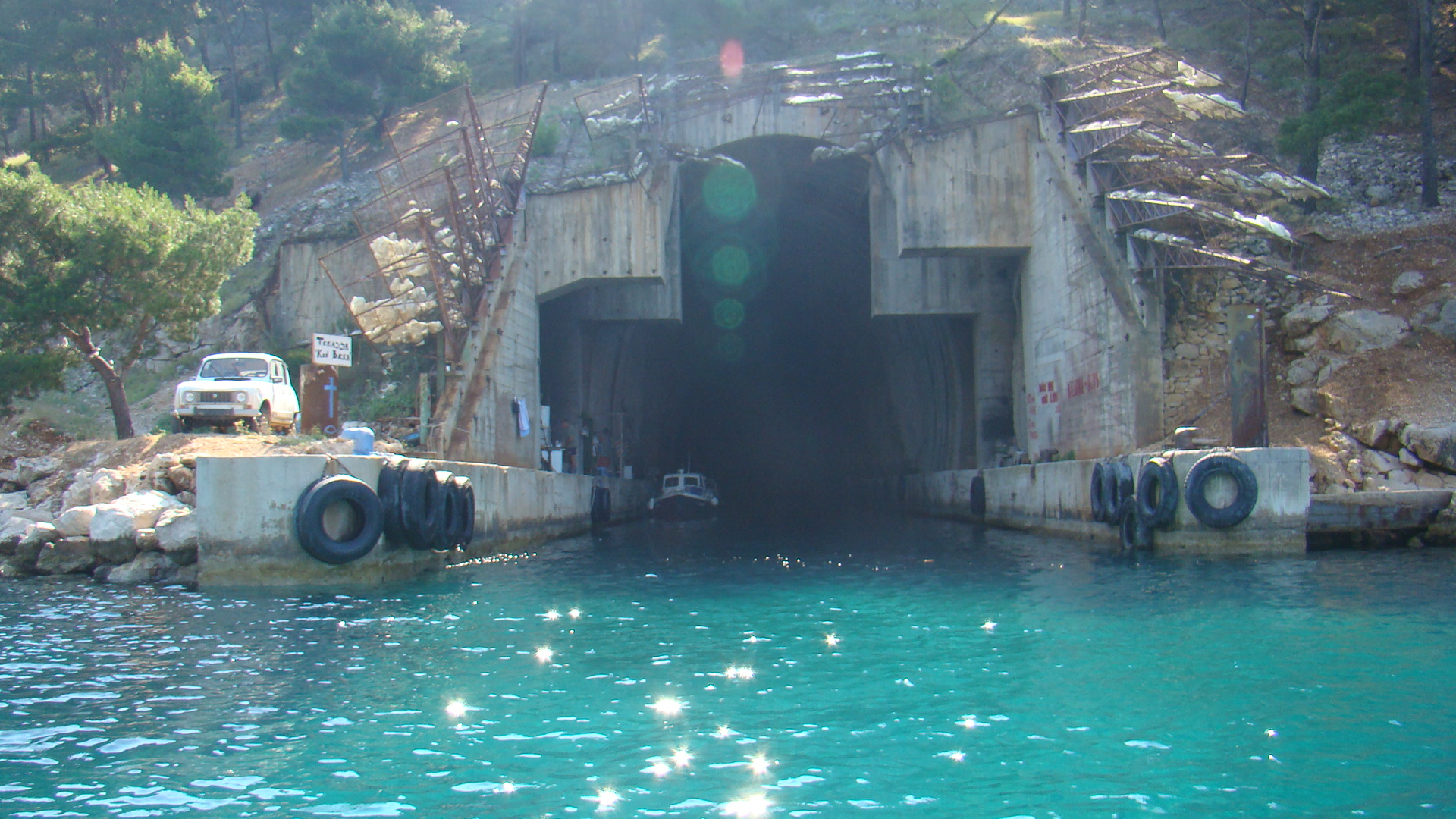
Brač

### Monténégro
Sur la péninsule de Luštica, la marine yougoslave a construit un autre bunker de sous-marin.

### Norvège
Pendant la guerre froide, l'OTAN fait construire un bunker de sous-marin sur le Ramfjord norvégien à la base militaire d'Olavsvern. Il est fermé par le gouvernement norvégien en 2009 et vendu à l'homme d'affaires Gunnar Wilhelmsen en 2013. Plus tard, la base navale de Wilhelmsen est louée à une société privée russe.

### Russie
Dans les années 1960, la marine soviétique fait vraisemblablement construire une quinzaine de tunnels pour les sous-marins afin de les protéger des premières frappes américaines.

#### Balaclava

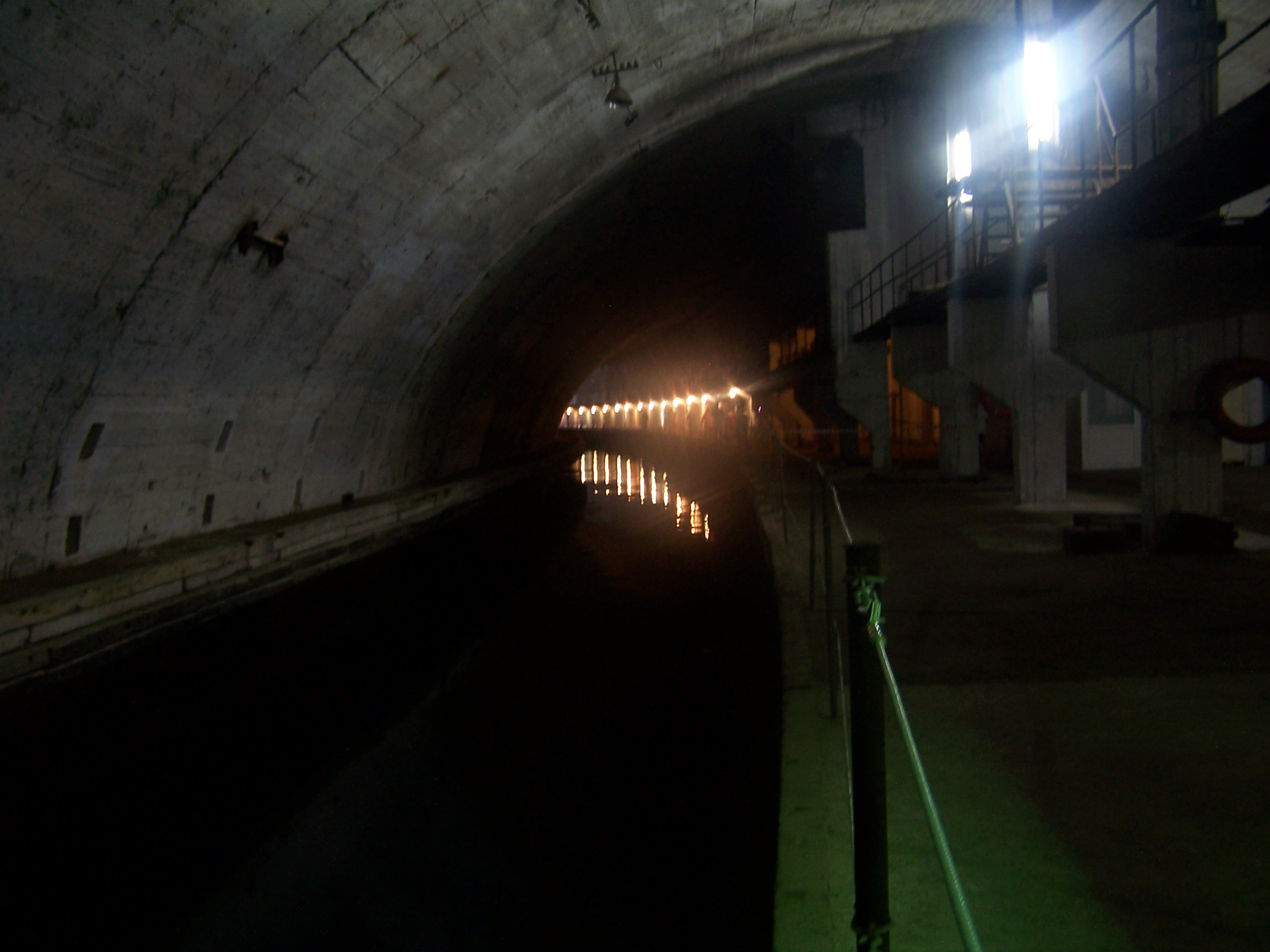
Canal à l'intérieur du bunker sous-marin Balaklawa

Près de Sébastopol, la base principale de la flotte de la mer Noire, l'Union soviétique a construit le bunker de sous-marin Balaklava comme base secrète et à l'épreuve des bombes nucléaires après la Seconde Guerre mondiale. Il contient un canal sous-marin d'environ 600 mètres de long dans un tunnel avec accès à la mer ainsi qu'une cale sèche avec des ateliers et un stockage d'armes nucléaires.

#### Pavlovsk
La marine soviétique a construit un bunker sous-marin près de Fokino (kraï du Primorie) pour la flotte de sous-marins du Pacifique dans la baie de Pavlovsky .

#### Gadjievo
La base sous-marine Yagelnya Guba (Gadjievo) est située à Mourmansk, dans la péninsule de Kola pour la flotte du Nord. Elle contient notamment le bunker sous-marin de Viljutschinsk, Kamchatka pour la flotte du Pacifique.

### Suède
Pendant la guerre froide, le port naval de Muskö est une base navale secrète et souterraine sur l'île du même nom, sur la côte est de la Suède.

## Les bunkers de sous-marins d'aujourd'hui

### Chine

#### Sanya
Sur l'île de Hainan, la République populaire de Chine maintient la base navale de Sanya près de la ville de Yulia. Les installations souterraines sont également utilisées pour abriter des sous-marins.

#### Jianggezhuang
Un autre bunker de sous-marin est construit près de Jianggezhuang dans la province de Qingdao.